# Footpads
Footpads er en britisk stumfilm fra 1895 af Robert W. Paul.